# Jon Faddis
Jon Faddis, (Oakland, Califórnia, 24 de julho 1953) é um trompetista de jazz norte-americano. Atua também maestro, compositor e educador musical. Trabalhou com alguns dos nomes mais conceituados do mundo do jazz como  Dizzy Gillespie, Count Basie, Charles Mingus, Stan Kenton, Thad Jones e Lionel Hampton.

## Discografia

### Como líder
- 1974 - Jon & Billy (Storyville Records), com Billy Harper.
- 1976 - Youngblood.
- 1978 - Good and Plenty.
- 1985 - Legacy, com Kenny Baron, Ray Brown, Harold Land e Mel Lewis (Concord Jazz).
- 1989 - Into the Faddisphere (Sony/Epic Records).
- 1991 - Hornucopia (Sony/Epic Records).
- 1995 - The Carnegie Hall Jazz Band (Blue Note).
- 1997 - Swing Summit: Passing On The Torch.
- 1997 - Eastwood After Hours: Live at Carnegie Hall (Malpaso Records/Warner Bros. Records).
- 1998 - Remembrances (Chesky).
- 2006 - Teranga (Koch Records/E1).

### Com Dizzy Gillespie
- 1977 - Dizzy Gillespie Jam (Pablo).
- 1992 - To Diz with Love (Telarc.

### Como diretor musical daThe Dizzy Gillespie Alumni All-StarseThe Dizzy Gillespie Alumni All-Stars Big Band
- 1997 - Dizzy’s 80th Birthday Party.
- 1999 - Dizzy’s World.
- 2000 - Things to Come" (Telarc).

### Como convidado especial ou sideman

#### Com Anthony Braxton
- 1976 - Creative Orchestra Music 1976 (Arista).

#### Com Kenny Burrell
- 1975 - Ellington Is Forever (Fantasy).

#### Com Michel Camilo
- One More Once.

#### Com Jerry Fielding
- 1978 - The Gauntlet (Warner Records).

#### Com Grant Green
- 1976 - The Main Attraction.
- 1978 - Easy.

#### Com Billy Joel
- An Innocent Man.

#### Com Jack McDuff
- 1974 - The Fourth Dimension (Cadet).

#### Com Charles Mingus
- 1972 - Charles Mingus and Friends in Concert (Columbia).

#### Com Lalo Schifrin
- 1976 - Black Widow (CTI).
- 1993 - More Jazz Meets the Symphony (Atlantic).
- 1995 - Firebird: Jazz Meets the Symphony No. 3 (Four Winds).
- 1996 - Lalo Schifrin with WDR Big Band: Gillespiana.
- 1999 - Latin Jazz Suite.
- 2002 - Ins and Outs – Lalo Live at the Blue Note.

#### Com Don Sebesky
- 1975 - The Rape of El Morro (CTI).

#### Com Paul Simon
- Graceland.

#### Com Jeremy Steig
- 1977 - Firefly (CTI).

#### Com Gábor Szabó
- 1975 - Macho (Salvation).

#### Com Charles Tolliver
- 1972 - Impact.

#### Com Steve Turre
- The Rhythm Within.

#### Com Randy Weston
- 1973 - Tanjah (Polydor).

#### Com Tatsuro Yamashita
- 1976 - Circus Town.
- 1986 - Pocket Music.
- 1988 - Boku No Naka No Syounen.

## Filmografia
- 1998 - Blues Brothers 2000.